# Nu så glada gå vi alla
Nu så glada gå vi alla, eller Landsvägstrall, är en sång med text av Göran Svenning till en melodi upptecknad av David Hellström. Sången ingick bland de stamsånger som var obligatoriska i skolundervisningen 1943–1949.